# Plymouth (automobilka)

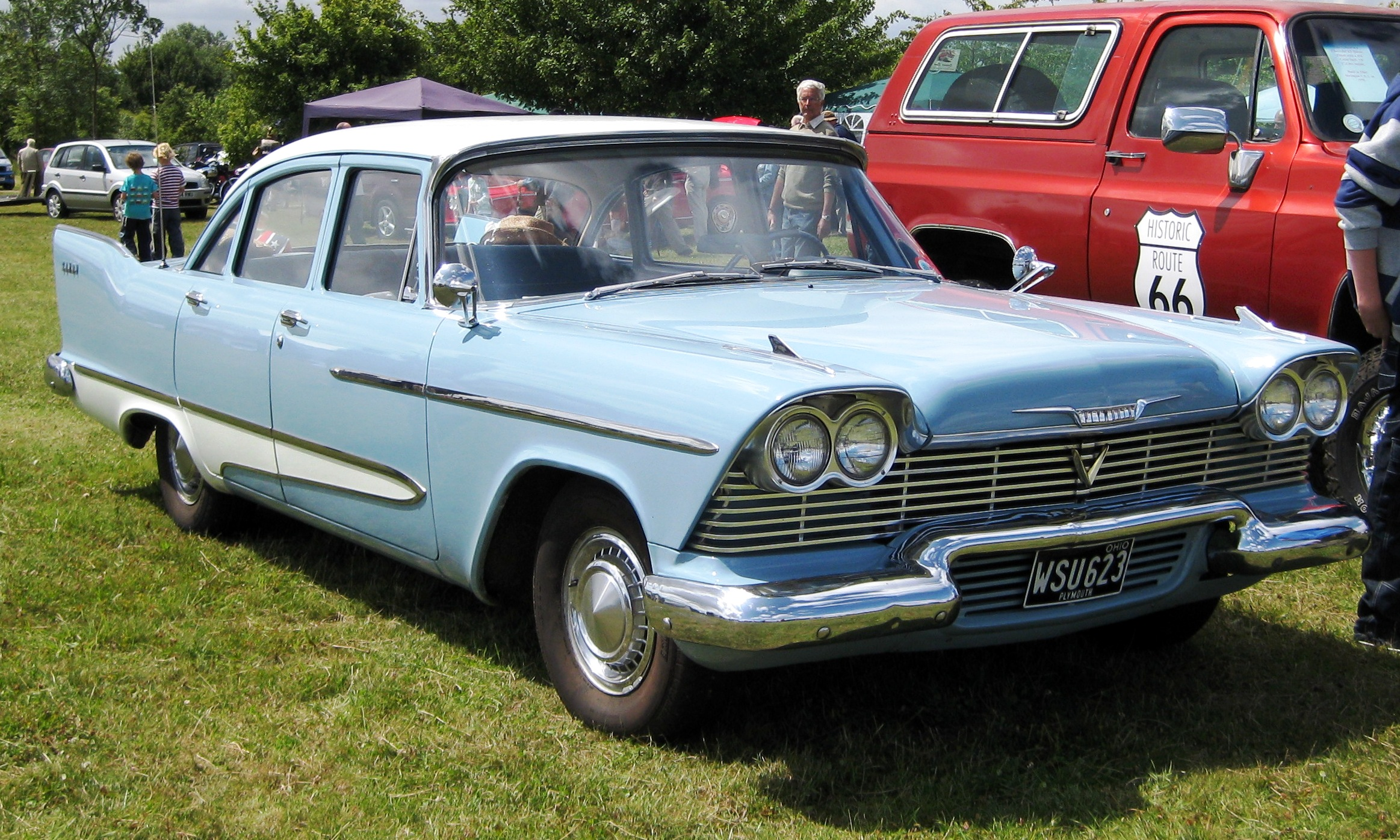
Plymouth Savoy v provedení sedan, ročník cca 1958

Plymouth byla americká automobilka sídlící v Auburn Hills v Michiganu ve Spojených státech. K jejímu založení došlo v roce 1928 a spadala pod korporaci Chrysler, v jehož rámci vyráběla vozy do roku 1998. Poté do roku 2001, kdy ukončila provoz, vyráběla automobily pod jeho následníkem DaimlerChrysler.